# Governatorato di Salah al-Din
Il governatorato di Ṣalāḥ al-Dīn, talora Salâh-ad-Dîn o Salahuddin o Saladino (in arabo صلاح الدين‎?) è un governatorato dell'Iraq, a nord di Baghdad. Il governatorato ha un'estensione di 26.175 km². La popolazione stimata nel 2003 era di 1 077 785 abitanti. Il calcolo per il 2012 è invece di 1 414 600 abitanti. Il capoluogo del governatorato è la città di Tikrit. Un'altra importante città sotto il profilo storico è Samarra, per qualche tempo capitale del Califfato abbaside.
Il governatorato deve il suo nome al sultano Saladino, il cui nome completo era Ṣalāḥ al-Dīn al-Ayyūbi, nato a Tikrit nel 1138.

## Cultura
Il governatorato di Ṣalāḥ al-Dīn custodisce una serie di importanti siti religiosi e culturali. Samarra, la città più grande del governatorato, ospita il Santuario di al-Askari (un importante sito religioso dell'Islam sciita dove sono sepolti il 10º e l'11º imam), il Sardab dove il 12º imam al-Mahdī è andato in occultamento e la Grande Moschea di Samarra con il suo caratteristico minareto Malwiya. Vi si trova anche un'antica moschea zengide.
Samarra fu la capitale del califfato abbaside nel IX secolo d.C.; la Samarra abbaside è patrimonio dell'umanità dell'UNESCO.
L'antica città dell'Impero neo-assiro di Assur si trova nel distretto di al-Shirqat, sulle rive del fiume Tigri. Altri siti del governatorato includono la Cupola dei Crociati (in arabo القبة الصلبية‎?) a nord di Samarra e il Palazzo al-ʿĀshaq (in arabo قصر العاشق‎?). Il governatorato di Ṣalāḥ al-Dīn ha una popolazione eterogenea di arabi, curdi, turkmeni e assiri.

## Autonomia
Nell'ottobre 2011, l'amministrazione del governatorato ha dichiarato di essere una regione semi-autonoma, spiegando che la decisione è stata presa in risposta al "dominio del governo centrale sulle autorità del consiglio provinciale". Ṣalāḥ al-Dīn, che è un governatorato in gran parte sunnita, spera inoltre che, dichiarandosi regione autonoma all'interno dell'Iraq, possa ottenere una porzione maggiore dei finanziamenti governativi.